# Ливерис, Эндрю
Э́ндрю Нико́лас Ливе́рис (англ. Andrew Nicholas Liveris, Андре́ас Нико́лаос Ливе́рис, греч. Ανδρέας Νικόλαος Λιβέρης; род. 5 мая 1954, Дарвин, Северная территория, Австралия) — австралийский и американский бизнесмен греческого происхождения. Исполнительный председатель компании «DowDuPont» (с 2017 года), а также председатель совета директоров, президент и CEO транснациональной химической корпорации «Dow» (с 2004 года), базирующейся в Мидленде (Мичиган, США) и имеющей годовой объём продаж около 48 млрд долларов (2016). До 2004 года занимал пост COO, впоследствии сменив бывшего CEO Уильяма С. Ставропулоса. Член совета директоров транснациональной технологической компании «IBM». Миллионер, один из самых богатых американских греков, а также один из предпринимателей, продвигающих австралийско-американские отношения. Считается самым успешным австралийским бизнесменом, занимающимся предпринимательской деятельностью на международном уровне. Офицер Ордена Австралии за заслуги перед международным бизнесом (2014). Активный член греческих общин Австралии и США.
В 2011 году президент США Барак Обама назначил Ливериса главой объявленной им программы «Партнёрства в сфере передового промышленного производства» (англ. Advanced Manufacturing Partnership), реализация которой была призвана создать высококачественные рабочие места в сфере производства и повысить глобальную конкурентоспособность Соединённых Штатов. Был советником Обамы.
В декабре 2016 года избранный президент США Дональд Трамп назначил Ливериса главой Совета производителей США, отметив, что он является «одним из самых уважаемых бизнесменов в мире», который займётся возвращением промышленного производства в Америку.

## Биография

### Ранние годы, семья и образование

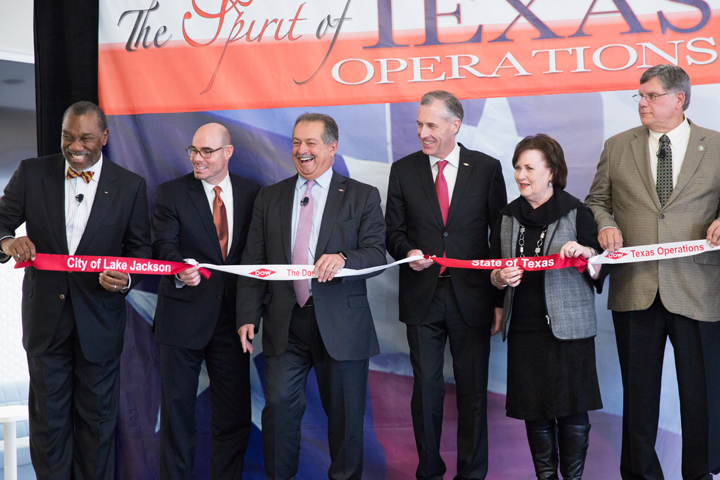
Эндрю Ливерис на открытии инновационного центра в Техасе (США) в январе 2016 года

Родился 5 мая 1954 года в Дарвине (Северная территория, Австралия) в греческой семье.
Дед Эндрю, бедный грек, в 1910 году впервые покинувший остров Кастелоризо (Додеканес, Османская империя), прибыл на торговом судне в Дарвин, где в то время проживало всего 300 человек. В 1915 году он окончательно поселился в Дарвине, привезя с Кастелоризо свою жену и маленького сына.
Отец Эндрю, который умер, когда его сыну было 15 лет, начинал работать плотником, в итоге создав крупнейшую строительную компанию в Северной Австралии.
До 1974 года посещал среднюю школу Дарвина, когда на город обрушился практически уничтоживший его циклон Трейси. После этой катастрофы семья Эндрю, потеряв жильё и развивающийся строительный бизнес, перебралась в Брисбен, где он окончил местную государственную среднюю школу.
В 1975 году получил степень бакалавра наук в области химической технологии в Квинслендском университете. В 2005 году Ливерис был награждён своей альма-матер почётной докторской степенью в области науки, а также назван «Выпускником года».
Имеет сестру, которая живёт на Родосе (Греция).

### Карьера

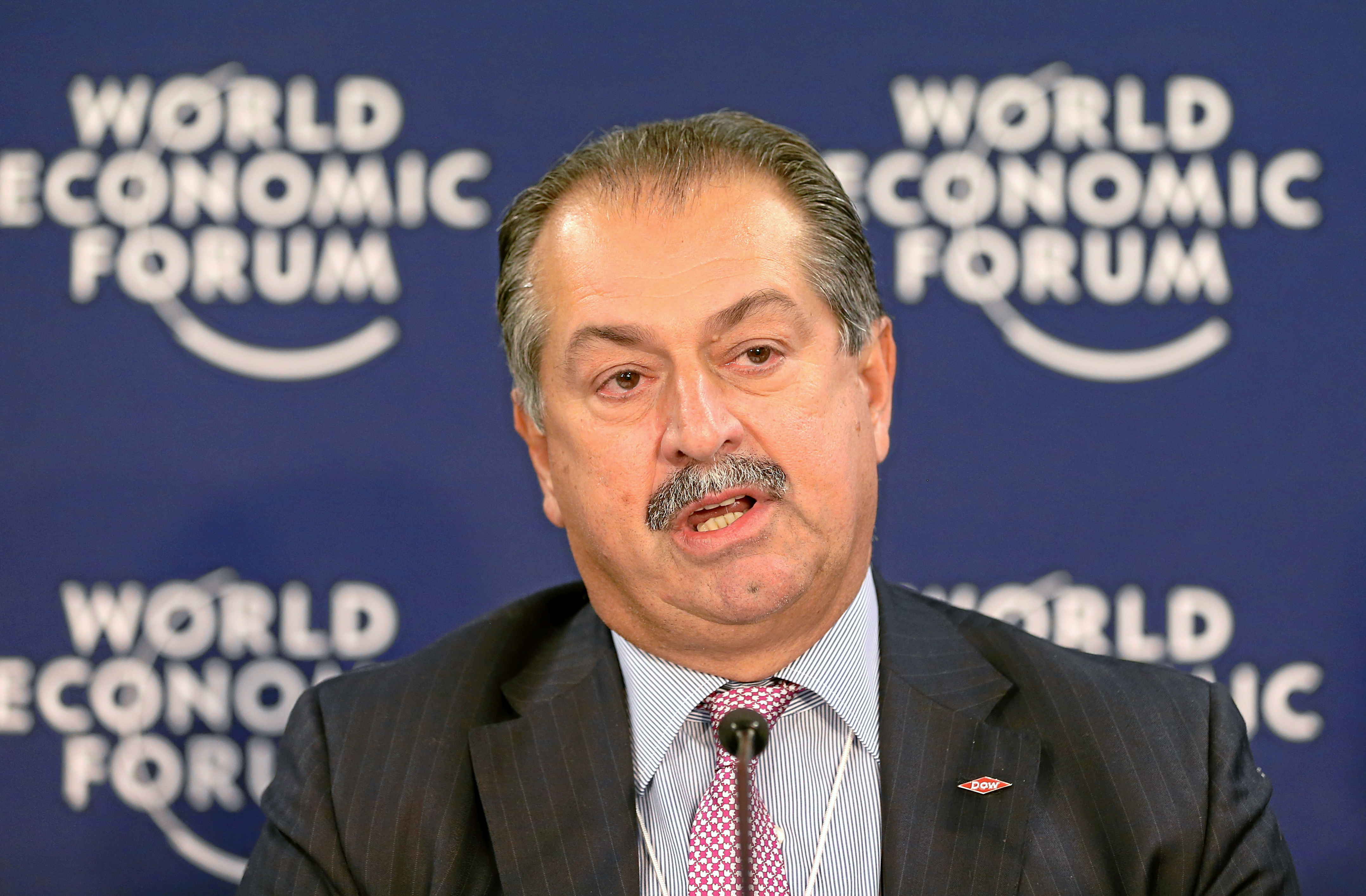
Эндрю Ливерис на Всемирном экономическом форуме в Баку (Азербайджан, 2013)

В 1976 году начал свою трудовую карьеру в химической компании «Dow Chemical» в Мельбурне (Австралия). С тех пор работал в Азии и Северной Америке, занимаясь сферами производства, инжиниринга, продажи, маркетинга, бизнеса и общего руководства.
В 2008 году под руководством Ливериса в качестве CEO «Dow» заняла 13-е место в списке 100 лучших корпоративных граждан журнала «Corporate Responsibility Officer».
Назначенный CEO в 2004 году после того, как совет директоров единодушно избрал Ливериса частично исходя из его плана по преобразованию «Dow», он начал претворять в жизнь новую стратегию. Его план предусматривал укрепление основных сильных сторон корпорации в деле предоставления своим клиентам заказных химикатов, пластмасс и усовершенствованных материалов (включая электронику и сельскохозяйственную продукцию, такую как генетически улучшенные семена). Новый проект также предполагал снижение уровня воздействия производимых «Dow» химикатов и пластмасс, отчего они были подвержены конкуренции, особенно со стороны новичков на рынке из стран Среднего Востока и Азии, извлекающих выгоду из ценового преимущества. В рамках плана по «снижению риска» требовалось создание совместных предприятий с целью высвободить капитал «Dow» для развёртывания её деятельности в более специализированных областях бизнеса.
Написанная Ливерисом книга «Сделай это в Америке» (англ. Make it in America: The Case for Re-Inventing the Economy), выпущенная издательством «Wiley» в 2011 году, получила широкую известность и положительную оценку. В ней представлен исчерпывающий набор практических политических решений и бизнес-стратегий для претворения в жизнь концепций передового промышленного производства.
Департамент внутреннего аудита «Dow» выразил озабоченность о личных расходах Ливериса. Аудиторы засвидетельствовали использование им одного из отделов компании в личных целях, включая проведение сафари, отдыха, вечеринки для друзей своего сына и др. Впоследствии семья Ливериса выплатила корпорации сотни тысяч долларов.
12 марта 2018 года стало известно, что с 1 апреля 2018 года Ливерис покинет пост исполнительного председателя DowDuPont, а до 1 июля 2018 года будет занимать должность директора компании, после чего окончательно оставит её.
В 2018 году Ливерис пожертвовал 40 млн долларов Квинслендскому университету на создание Академии Ливериса.

## Членство в организациях
- член совета директоров компании «IBM».
- вице-председатель и член лоббистской организации «Business Roundtable[англ.]», а также один из председателей её исполнительного комитета. Консервативная группа «Business Roundtable», объединяющая главных исполнительных директоров крупных корпораций США, создана для содействия проведению ориентированной на развитие бизнеса государственной политики[16].
- президент Международного совета химических ассоциаций[англ.] (в прошлом)[42].
- председатель организации бизнес-лидеров США «The Business Council[англ.]» (2013—2014).
- член Совета по экспорту при президенте[англ.] — правительственной организации, являющейся основным государственным консультативным комитетом по международной торговле при президенте США[43].
- член Института мировой экономики Петерсона.
- член Американо-австралийской ассоциации[44].
- член совета попечителей независимой группы интересов «Совет по развитию международного бизнеса США[англ.]».
- попечитель Калифорнийского технологического института.
- попечитель Университета Тафтса[45].
- член делового консультативного совета Школы бизнеса Сиднейского технологического университета[англ.].
- фелло Института инженеров-химиков[англ.].
- фелло Австралийской академии технологических наук и инжиниринга[англ.].
- член совета консультантов Центра исследований США[англ.] при Сиднейском университете[18].
- член совета директоров международной организации «Специальная Олимпиада» (с 2012 года)[46].
- и др[47].

Сотрудничал с председателем совета директоров и CEO «The Coca-Cola Company» Мухтаром Кентом, председателем совета директоров «Coca-Cola HBC» Георгиосом А. Давидом, а также членом международной юридической фирмы «Kirkland & Ellis» Джорджем Стамасом.
В 2012 году в сотрудничестве с другими греками и филэллинами учредил некоммерческую общественную организацию «Греческая инициатива» (англ. The Hellenic Initiative, THI), занимающуюся мобилизацией ресурсов греческой диаспоры с целью поощрения развития предпринимательства и инвестиций, способствующих экономическому возрождению Греции, созданию рабочих мест в этой стране. Является членом совета директоров THI.
Член Ордена святого апостола Андрея, носит оффикий (титул) архонта Вселенского патриархата Константинополя. Является членом созданного в 1984 году под эгидой архиепископа Иакова благотворительного фонда «Leadership 100» Греческой Православной Архиепископии Америки и членом-учредителем независимой организации/специального благотворительного фонда «FAITH: An Endowment for Orthodoxy & Hellenism», оказывающих поддержку организациям Американской архиепископии в продвижении и развитии греческого православия и эллинизма в США.

## Награды и признание
- 2010, 2012, 2013, 2015 — титул «Могущественный игрок № 1» (англ. No. 1 Power Player) глобального химического рынка по версии журнала «Chemical Business» информационного провайдера в сфере нефтехимического рынка «ICIS»[16][53].
- 2011 — Медаль Джорджа Э. Дэвиса[англ.] от Института инженеров-химиков за достижения в области химической технологии[54].
- 2011 — Награда за выдающуюся деятельность и достижения в области государственной политики от Комитета экономического развития[англ.].
- 2011 — Награда за международное лидерство от Совета по развитию международного бизнеса США.
- 2012 — Награда за выдающиеся достижения имени архиепископа Иакова от благотворительного фонда «Leadership 100»[20][55].
- 2012 — Награда «Аристион» (англ. Aristeion Award) в области бизнеса от Американо-греческого совета за деятельность на благо греческой диаспоры[56][57].
- 2013 — Медаль за достижения в области химической промышленности от Общества химической промышленности[англ.].
- 2013 — Премия Эйзенхауэра от организации «Представители бизнеса за национальную безопасность»[58].
- 2014 — Офицер Ордена Австралии за заслуги перед международным бизнесом.
- 2015 — Почётный доктор инжиниринга Университета штата Мичиган.
- и др[47].

## Личная жизнь
Проживает со своей супругой Полой в Мидленде. Пара имеет дочь Александру и сыновей Николаса и Антониса.